# NB Tenente Boanerges (H-25)
O NB Tenente Boanerges (H-25) é uma Navio-balizador da Marinha do Brasil.
Esta é a quarta e última embarcação de uma série de quatro unidades da mesma classe.

## Origem do nome
O NB Tenente Boanerges é a primeira na Marinha do Brasil a ostentar esse nome. Homenageia o Capitão-Tenente Boanerges do Amaral Filho, falecido em serviço no ano de 1946, quando em campanha hidrográfica, na região de Macaé, Rio de Janeiro

## História
Foi construído no Estaleiro São João S.A., em Manaus, Amazonas, com financiamento da Superintendência Nacional da Marinha Mercante (SUNAMAM), sua construção foi concluida nos Estaleiro da Amazônia (ESTANAVE). Submetido a Mostra de Armamento e incorporado a Armada em 10 de abril de 1985.

## Características
- Deslocamento :300 ton (padrão), 420 ton (carregado)
- Dimensões : 37,51 m de comprimento, 8,83 m de boca, 3,50 m de pontal e 2,56 m de calado.
- Tripulação: 36 homens (3 oficiais)
- Propulsão: 2 Motores Diesel VOLVO PENTA modelo D16 A-MH, 751 hp cada
- Velocidade (nós): máxima de 10 nós e sustentada de 8 nós.
- Raio de Ação: 2.880 milhas náuticas.
- Combustível: 85 tons
- Eletricidade: 3 motores MERCEDES BENZ modelo 6R099 e 3 geradores WEG de 440V.
- Armamento: nenhum.
- Equipamentos: